# Copa del Generalísimo 1951
Die Copa del Generalísimo 1951 war die 47. Austragung des spanischen Fußballpokalwettbewerbes, der heute unter dem Namen Copa del Rey stattfindet.
Der Wettbewerb startete am 29. April und endete mit dem Finale am 27. Mai 1951 im Nuevo Estadio Chamartín in Madrid. Titelverteidiger des Pokalwettbewerbes war Atlético Bilbao. Den Titel gewann der CF Barcelona durch einen 3:0-Erfolg im Finale gegen Real Sociedad.

## Achtelfinale
Die Hinspiele wurden am 29. April, die Rückspiele am 3. Mai 1951 ausgetragen.
|                     | Gesamt |                 | Hinspiel | Rückspiel |
| ------------------- | ------ | --------------- | -------- | --------- |
| Deportivo La Coruña | 1:2    | Real Santander  | 1:0      | 0:2       |
| Real Sociedad       | 5:2    | Celta Vigo      | 4:1      | 1:1       |
| Real Valladolid     | 4:7    | Atlético Madrid | 4:3      | 0:4       |
| RCD Español         | 5:7    | Atlético Bilbao | 4:2      | 1:5       |
| Real Madrid         | 8:3    | FC Valencia     | 3:2      | 5:1       |
| FC Sevilla          | 1:5    | CF Barcelona    | 1:2      | 0:3       |
| Real Gijón          |        | Freilos         |          |           |
| Atlético Tetuán     |        | Freilos         |          |           |

## Viertelfinale
Die Hinspiele wurden am 6. Mai, die Rückspiele am 10. Mai 1951 ausgetragen.
|                 | Gesamt |                | Hinspiel | Rückspiel |
| --------------- | ------ | -------------- | -------- | --------- |
| Atlético Bilbao | 5:2    | Real Gijón     | 3:1      | 2:1       |
| Real Sociedad   | 6:2    | Real Santander | 3:2      | 3:0       |
| Atlético Madrid | 1:2    | Real Madrid    | 0:1      | 1:1       |
| Atlético Tetuán | 2:7    | CF Barcelona   | 1:3      | 1:4       |

## Halbfinale
Die Hinspiele wurden am 13. Mai, die Rückspiele am 20. Mai 1951 ausgetragen.
|               | Gesamt |                 | Hinspiel | Rückspiel |
| ------------- | ------ | --------------- | -------- | --------- |
| Real Sociedad | 3:0    | Real Madrid     | 1:0      | 2:0       |
| CF Barcelona  | 2:1    | Atlético Bilbao | 0:0      | 2:1       |

## Finale
| CF Barcelona                                     | CF Barcelona | Real Sociedad | Real Sociedad |
| ------------------------------------------------ | --- | --- | ------------- |
| CF Barcelona                                     | \| 27. Mai 1951 in Madrid (Nuevo Estadio Chamartín) \| \| Ergebnis: 3:0 (2:0) \| \| Zuschauer: 75.000 \| \| Schiedsrichter: Manuel Asensi \| | \| 27. Mai 1951 in Madrid (Nuevo Estadio Chamartín) \| \| Ergebnis: 3:0 (2:0) \| \| Zuschauer: 75.000 \| \| Schiedsrichter: Manuel Asensi \|                                                                                      | Real Sociedad |
| CF Barcelona                                     | Antoni Ramallets (87. Juan Velasco) – Francisco Calvet, Gustau Biosca, Joan Segarra – Gonzalvo III, José María Martín – Josep Seguer, László Kubala, César Rodríguez , Emilio Aldecoa, Mateo Nicolau Cheftrainer: Ferdinand Daučík ( Tschechoslowakei) | Ignacio Eizaguirre (55. Juan Bagur) – Fernando Murillo, Ricardo Suárez, José María Marculeta – Sebastián Ontoria , Patricio Eguidazu – Epi, Sabino Barinaga, José Caeiro, Rafael Alsúa, José María Pérez Cheftrainer: Benito Díaz | Real Sociedad |
| CF Barcelona                                     | 1:0 César Rodríguez (31.) 2:0 Gonzalvo III (44.) 3:0 César Rodríguez (67.) | | Real Sociedad |
| CF Barcelona                                     | Zum Gedenken an den zwei Tage vor dem Finale verstorbenen ehemaligen Barça-Speler der Jahre 1916–32 Sagi-Barba liefen die Spieler des CF Barcelona mit Trauerflor auf.                                                                                 | | Real Sociedad |
| 27. Mai 1951 in Madrid (Nuevo Estadio Chamartín) | | |               |
| Ergebnis: 3:0 (2:0)                              | | |               |
| Zuschauer: 75.000                                | | |               |
| Schiedsrichter: Manuel Asensi                    | | |               |